# Ceișoara, Bihor
Ceișoara este un sat în comuna Ceica din județul Bihor, Crișana, România.

## Vezi și
- Biserica de lemn din Ceișoara

 Acest articol despre o localitate din județul Bihor este deocamdată un ciot. Puteți ajuta Wikipedia prin completarea lui.